# Jehlický vrch
Jehlický vrch (302 m n. m.) je vrch v okrese Hradec Králové Královéhradeckého kraje. Leží asi 1 km západně od vsi Jehlice, na katastrálním území vsi Lubno.

## Geomorfologické zařazení
Geomorfologicky vrch náleží do celku Východolabská tabule, podcelku Chlumecká tabule a okrsku Libčanská plošina.